# Liselotte Pulver

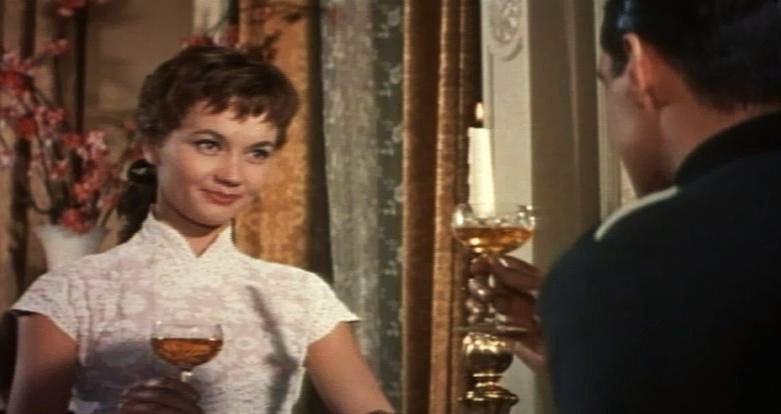
Liselotte Pulver cu John Gavin (dreapta) în A Time to Love and a Time to Die (scenă din film)

Liselotte Pulver zisă Lilo (n. 11 octombrie 1929, Berna, Berna, Elveția)  este o actriță elvețiană. Este considerată una dintre cele mai cunoscute actrițe din țara ei fiind una dintre cele mai populare vedete ale cinematografiei de limbă germană în anii 1950 și 1960.
Printre cele mai cunoscute filme ale sale se numără Hanul din Spessart (1958), Frumoasa aventură (1959), Domnul (1964) și Vremuri minunate la...Spessart (1967).

## Biografie
Liselotte Pulver a fost ultimul copil al inginerului Fritz Eugen Pulver și al soției sale Germaine. A avut un frate pe nume Eugen Emanuel (1925–2016) și are o soră pe nume Corinne, care mai târziu a devenit jurnalistă. Începând din 1945, Pulver a urmat o școală comercială și, după absolvirea ei în 1948, a lucrat ca model. Potrivit propriilor declarații, o poveste de dragoste nefericită cu un chirurg bernez a inspirat-o să-și încerce norocul ca actriță. S-a pregătit ca actriță la școala de actorie din Berna (azi Universitatea de Arte din Berna), după ce a luat mai întâi lecții de la Margarethe Noé von Nordberg. La Stadttheater Bern a jucat mai întâi roluri mici și apoi rolul principal al Mariei în Clavigo, după aceea a fost angajată de Schauspielhaus Zurich, de ex. pentru „Faust II”. A debutat în filmul Föhn cu Hans Albers și a fost semnat un contract de angajare de Ilse Alexander și Elli Silman. În 1951, a avansat alături de O. W. Fischer în piesa Heidelbergul de altădată (Heidelberger Romanze), devenind favorita publicului. Curând, ea a fost angajată în roluri băiețoase, feminine și îndrăznețe.

## Filmografie selectivă
- 1951 Heidelbergul de altădată (Heidelberger Romanze), regia Paul Verhoeven
- 1952 Klettermaxe, regia Kurt Hoffmann
- 1955 Ich denke oft an Piroschka, regia Kurt Hoffmann
- 1956 Heute heiratet mein Mann, regia Kurt Hoffmann
- 1957 Aventurile lui Arsene Lupin (Les Aventures d'Arsène Lupin), regia Jacques Becker
- 1957 Bekenntnisse des Hochstaplers Felix Krull, regia di Kurt Hoffmann
- 1957 Appuntamento a Zurigo (Die Zürcher Verlobung), regia Helmut Käutner
- 1958 Hanul din Spessart (Das Wirtshaus im Spessart), regia Kurt Hoffmann
- 1958 Jucătorul (Le joueur), regia Claude Autant-Lara
- 1958 Tempo di vivere (A Time to Love and a Time to Die), regia Douglas Sirk
- 1958 Le armi e l'uomo (Helden), regia Franz Peter Wirth
- 1959 Buddenbrooks, regia Alfred Weidenmann
- 1959 Frumoasa aventură (Das Schöne Abenteuer), regia Kurt Hoffmann
- 1960 Gustav Adolfs Page, regia Rolf Hansen
- 1960 Das Glas Wasser, regia Helmut Käutner
- 1960 Fantomele din Spessart (Das Spukschloß im Spessart), regia Kurt Hoffmann
- 1961 Un, doi, trei! (One, Two, Three!), regia Billy Wilder
- 1962 La Fayette (La Fayette), regia Jean Dréville
- 1962 Le figlie di Kolhlhiesel (Kohlhiesels Töchter), regia Axel von Ambesser
- 1964 Domnul	(Monsieur), regia Jean-Paul Le Chanois
- 1964 I guai di papà (A Global Affair), regia Jack Arnold
- 1965 Gentlemanul din Cocody (Le Gentleman de Cocody), regia Christian-Jaque
- 1965 Dr. Prätorius (Dr. med. Hiob Prätorius), regia Kurt Hoffmann
- 1966 Călugărița (La Religieuse), regia Jacques Rivette
- 1966 Hocus-pocus (Hokuspokus oder: Wie lasse ich meinen Mann verschwinden...?), regia di Kurt Hoffmann
- 1967 Vremuri minunate la...Spessart (Herrliche Zeiten im Spessart), regia Kurt Hoffmann
- 1969 Die Hochzeitsreise, regia Ralf Gregan
- 1986 Le Tiroir secret - miniserie TV
- 1989 Al di qua del paradiso (Mit Leib und Seele) – serial TV, 8 episoade
- 1995 Das Superweib, regia di Sönke Wortmann